# Acrosanthes
Acrosanthes es un género con 6 especies de plantas con flores perteneciente a la familia Aizoaceae. Es originario de Sudáfrica.

## Descripción
Forma grupos alfombrados  o con largas ramas extendidas. Sus entrenudos son leñosos al menos en la base. Los flores que son individuales aparecen lateralmente, pero son terminales y están dominadas por unas ramas laterales inferiores. Su perigonio es más corto que el tubo basal. Los lóbulos son de color blanco en el interior. Tiene ocho a muchos estambres presentes, que están generalmente dispuestos en grupos. El tamaño medio de ovario es separado en la base por un tabique bajo en dos cámaras incompleta. Los frutos en forma de cápsula con una apergaminada pared, las semillas son aplanadas y en forma de riñón o circular y tienen un arrugado cubierta.

## Taxonomía
Acrosanthes fue descrito por Eckl. & Zeyh., y publicado en Enumeratio Plantarum Africae Australis Extratropicae 3: 328. 1837.   La especie tipo es: Acrosanthes fistulosa Eckl. & Zeyher ; Lectotypus (J.J.Swart, ING card 30018. 1970-03) = Acrosanthes anceps

## Especies aceptadas
A continuación se brinda un listado de las especies del género Acrosanthes aceptadas hasta julio de 2011, ordenadas alfabéticamente. Para cada una se indica el nombre binomial seguido del autor, abreviado según las convenciones y usos.
- Acrosanthes anceps Sond.
- Acrosanthes angustifolia Eckl. & Zeyh.
- Acrosanthes decandra Fenzl
- Acrosanthes humifusa Sond.
- Acrosanthes microphylla Adamson
- Acrosanthes teretifolia Eckl. & Zeyh.